# ۵۰۴ (میلادی)
۵۰۴ (میلادی) پانصد  و چهارمین سال تقویم میلادی است.

## درگذشتگان
‎